# ستاره غول

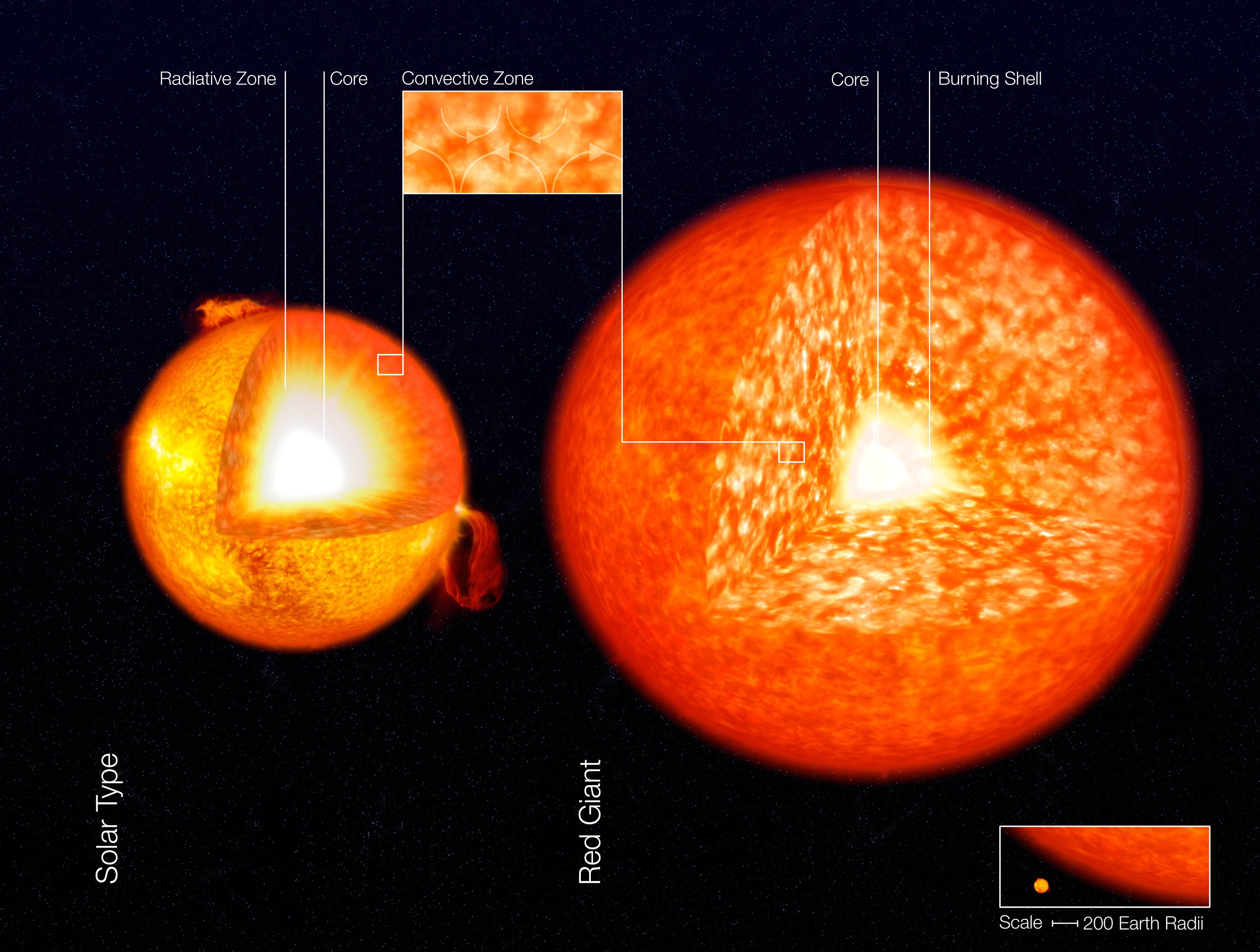
در تصویر دو ستاره غول را مشاهده میکنید که دارای شعاع درخشندگی زیادی هستند

ستارهٔ غول ستاره‌ای است که به طرز قابل ملاحظه‌ای شعاع و درخشندگی بیشتری از یک ستارهٔ رشتهٔ اصلی با همان دمای سطح دارد. یک ستارهٔ غول معمولاً دارای شعاعی میان ۱۰ و ۱۰۰ شعاع خورشیدی، و درخشندگی‌ای میان ۱۰ و ۱۰۰۰ برابر درخشندگی خورشید است.